# Arrondissement de Céret
L'arrondissement de Céret  est une division administrative française située dans le département des Pyrénées-Orientales et la région Occitanie. Il est l'arrondissement le plus méridional de France métropolitaine.

## Composition

### Composition avant 2015

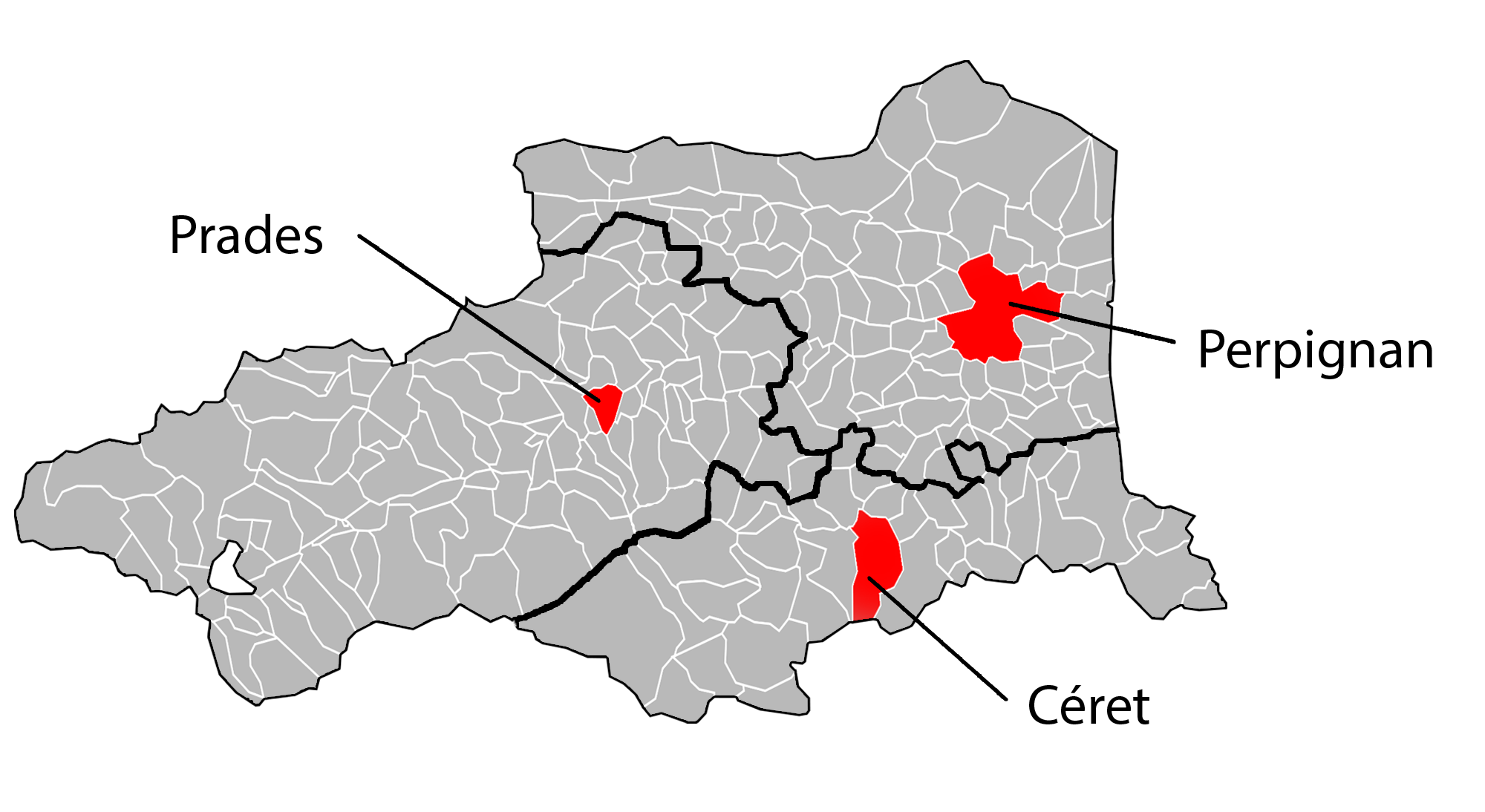
Les 3 arrondissements des Pyrénées-Orientales avant 2017.

Avant le 1er janvier 2017, l'arrondissement de Céret est constitué des communes des anciens cantons suivants :
- canton d’Argelès-sur-Mer ;
- canton d’Arles-sur-Tech ;
- canton de Céret ;
- canton de Côte Vermeille ;
- canton de Prats-de-Mollo-la-Preste.

### Découpage communal depuis 2015
Au 1er janvier 2017, les communes suivantes sont transférées à l'arrondissement depuis celui de Perpignan : Alénya, Bages, Brouilla, Camélas, Caixas, Castelnou, Corneilla-del-Vercol, Elne, Fourques, Latour-Bas-Elne, Llauro, Montescot, Ortaffa, Passa, Sainte-Colombe-de-la-Commanderie, Saint-Cyprien, Saint-Jean-Laseille, Terrats, Théza, Thuir, Tordères, Tresserre, Trouillas, Villemolaque.  L'arrondissement est ainsi constitué des communes des communautés de communes suivantes : Vallespir, Haut Vallespir, Aspres, Albères-Cote Vermeille-Illibéris et Sud-Roussillon.
Depuis 2015, le nombre de communes des arrondissements varie chaque année soit du fait du redécoupage cantonal de 2014 qui a conduit à l'ajustement de périmètres de certains arrondissements, soit à la suite de la création de communes nouvelles. Le nombre de communes de l'arrondissement de Céret est ainsi de 40 en 2015, 40 en 2016 et 64 en 2017.
Au 1er janvier 2024, l'arrondissement groupe les 64 communes suivantes :
1. L'Albère
2. Alénya
3. Amélie-les-Bains-Palalda
4. Argelès-sur-Mer
5. Arles-sur-Tech
6. Bages
7. Banyuls-dels-Aspres
8. Banyuls-sur-Mer
9. La Bastide
10. Le Boulou
11. Brouilla
12. Caixas
13. Calmeilles
14. Camélas
15. Castelnou
16. Cerbère
17. Céret
18. Les Cluses
19. Collioure
20. Corneilla-del-Vercol
21. Corsavy
22. Coustouges
23. Elne
24. Fourques
25. Lamanère
26. Laroque-des-Albères
27. Latour-Bas-Elne
28. Llauro
29. Maureillas-las-Illas
30. Montauriol
31. Montbolo
32. Montescot
33. Montesquieu-des-Albères
34. Montferrer
35. Oms
36. Ortaffa
37. Palau-del-Vidre
38. Passa
39. Le Perthus
40. Port-Vendres
41. Prats-de-Mollo-la-Preste
42. Reynès
43. Saint-André
44. Sainte-Colombe-de-la-Commanderie
45. Saint-Cyprien
46. Saint-Génis-des-Fontaines
47. Saint-Jean-Lasseille
48. Saint-Jean-Pla-de-Corts
49. Saint-Laurent-de-Cerdans
50. Saint-Marsal
51. Serralongue
52. Sorède
53. Taillet
54. Taulis
55. Le Tech
56. Terrats
57. Théza
58. Thuir
59. Tordères
60. Tresserre
61. Trouillas
62. Villelongue-dels-Monts
63. Villemolaque
64. Vivès

## Démographie
En 2022, l'arrondissement comptait 136 277 habitants.
| 1968   | 1975   | 1982   | 1990   | 1999   | 2006   | 2011   | 2016    | 2021    |
| ------ | ------ | ------ | ------ | ------ | ------ | ------ | ------- | ------- |
| 50 148 | 51 938 | 55 546 | 61 056 | 66 624 | 70 187 | 72 005 | 129 464 | 134 629 |

| 2022    | - | - | - | - | - | - | - | - |
| ------- | - | - | - | - | - | - | - | - |
| 136 277 | - | - | - | - | - | - | - | - |

## Administration

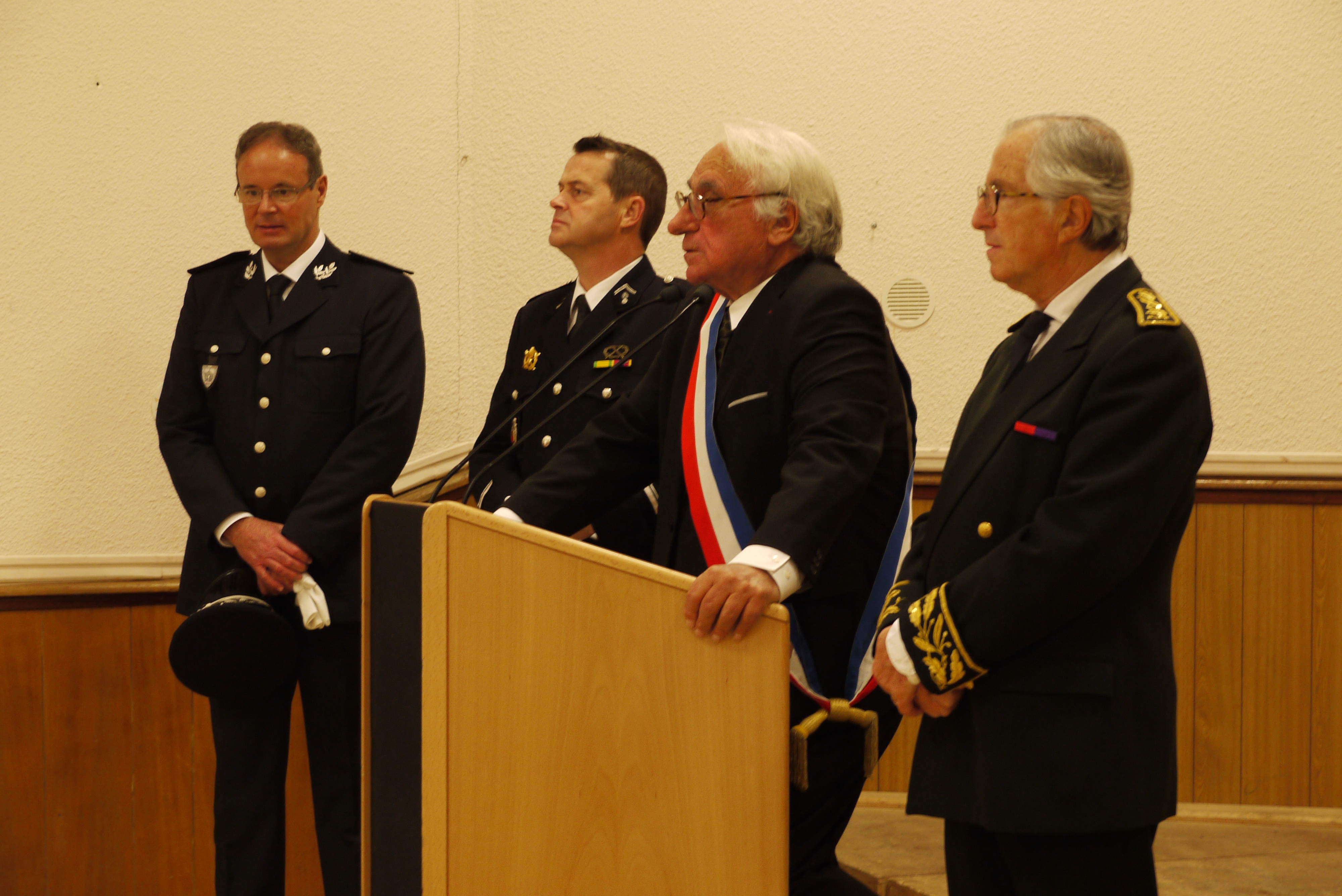
Le maire de Céret Alain Torrent avec à droite le sous-préfet Gilles Giulani.

| Période           | Période           | Identité            | Fonction précédente | Observation         |
| ----------------- | ----------------- | ------------------- | ------------------- | ------------------- |
|                   |                   |                     |                     |                     |
| 19 juillet 1898   | 1906              | Pierre Bordes       |                     |                     |
|                   |                   |                     |                     |                     |
| 1944              |                   | Pierre Detoeuf      |                     | sous-préfet délégué |
|                   |                   |                     |                     |                     |
| 12 septembre 2001 | 22 juillet 2004   | Jean-Yves Lallart   |                     |                     |
| 26 juillet 2004   | 30 janvier 2006   | Jean-Pierre Gillery |                     |                     |
| 30 janvier 2006   | 28 juillet 2008   | Didier Salvi        |                     |                     |
| 28 juillet 2008   | 1er août 2011     | Antoine Andre       |                     |                     |
| 1er août 2011     | 29 avril 2014     | Philippe Saffrey    |                     |                     |
| 29 avril 2014     | 26 septembre 2019 | Gilles Giuliani     |                     |                     |
| 26 septembre 2019 | 30 novembre 2023  | Jean-Marc Bassaget  |                     |                     |
| 30 novembre 2023  | En cours          | Clara Thomas        |                     |                     |